# Auto škola
Auto škola je pravno lice čija je osnovna delatnost školovanje vozača, gde se može obrazovati kandidat za sticanje vozačke dozvole ili usavršavati vozač koji ima vozačku dozvolu ali ne i potrebne veštine, odnosno iskustvo za upravljanje motornim vozilom. U većini zemalja je za to potrebno posebno ovlašćenje državnih organa. U Srbiji dozvolu za obavljanje pomenute delatnosti izdaje MUP R. Srbije.

## Istorija obuke
Obuka vozača kao delatnost započela je u Velikoj Britaniji 1909-1910. Britansku školu automobila (BSM) osnovao je 1910. godine u Južnom Londonu Hugh Stanlei Roberts. Nudila je praktičnu obuku i kurseve vozačkih veština (upravljanje kontrolama i sposobnosti na putu) i opravku. Takođe je vozačima koji su hteli da uče ponudio vozila. 
U Sjedinjenim Američkim Državama, Amos Neihart, profesor na Penn State Univerzitetu, započeo je prvi kurs za vozače 1934. godine na srednjoj školi u State Collegeu, Pennsilvania.

## Proces obuke
Osposobljavanje kandidata za vozače se sastoji od: teorijske obuke, praktične obuke u upravljanju vozilom i vozačkog ispita. Na vozačkom ispitu se utvrđuje da li je kandidat stekao teorijska i praktična znanja i veštine potrebne za samostalno i bezbedno upravljanje vozilom u saobraćaju na putu.

## Teorijska obuka
Prema Zakonu o bezbednosti saobraćaja na putevima, teorijska obuka je obavezna i održava se u prostorijama auto škole. Teorijska obuka se sastoji od opšteg (33 časova) i posebnog dela za svaku kategoriju posebno (7 časova). Kandidati mogu da slušaju najviše tri časa dnevno (jedan čas traje 45 minuta), minimalna pauza između časova je 10 minuta, a maksimalna 30 minuta. Nastavni plan i program definisan je Pravilnikom o teoriskoj i praktičnoj obuci za vozače.

## Posebna obuka
Sprovodi se na posebnim simulatorima vožnje, nije obavezna prema Zakonu i Pravilnicima o obuci vozača. U Evropi to je deo redovne obuke, a u Srbiji je upotreba simulatora vožnje automobila u obuci bliska budućnost.

## Praktična obuka
Program praktične obuke kandidata za vozača svih kategorija obuhvata, shodno kategoriji vozila za koju se osposobljava, najmanje:
- Upoznavanje sa uređajima i sklopovima na vozilu i njihova upotreba dok je vozilo u stanju mirovanja;

- Proveru ispravnosti vozila za bezbedno učestvovanje u saobraćaju na putu,

- Upoznavanje sa načinom zamene točka, postavljanja lanaca za sneg, snabdevanja vozila pogonskim gorivom;

- Zauzimanje položaja u vozilu i podešavanje sedišta, naslona za glavu, unutrašnjeg i spoljnih vozačkih ogledala i sigurnosnih pojaseva;

- Pokretanje vozila i upotrebu komandi i uređaja vozila u pokretu (rukovanje vozilom) i zaustavljanje vozila;

- Ubrzavanje, usporavanje i zaustavljanje vozila pri malim brzinama;

- Izvođenja propisanih poligonskih radnji vozilom;

- Izvođenje radnji vozilom u saobraćaju na putu: polazak sa mesta, uključivanje vozila u saobraćaj na putu, vožnja unapred, vožnja unazad, promena pravca kretanja i zaustavljanje vozila, održavanje brzine kretanja vozila u zavisnosti od saobraćajne situacije i uslova puta i vremenskih uslova, skretanje, polukružno okretanje, obilaženje, mimoilaženje, preticanje, promena saobraćajne trake, polukružno okretanje, zaustavljanje i naglo kočenje, korišćenje saobraćajne trake za usporavanje i ubrzavanje, propuštanje drugih učesnika u saobraćaju, ustupanje prava prvenstva prolaza;

- Postupanje vozača: pri nailasku i prolasku kroz raskrsnicu, prilikom izbora brzine kretanja vozila, pri nailasku na pešački prelaz, prilikom prelaska preko železničke i tramvajske pruge i vožnje kroz tunel, prilikom smanjene vidljivosti i u uslovima padavina i prilikom kretanja putem na kojem se izvode radovi;

- Postupanje u skladu sa saobraćajnom signalizacijom;

- Razvijanja odnosa poverenja i poštovanja prema drugim učesnicima u saobraćaju, sticanja navike pomaganja drugim učesnicima u saobraćaju i preduzimanja mera da ne dođe do saobraćajne nezgode;

- Upravljanje vozilom u različitim netipičnim saobraćajnim situacijama u realnim uslovima;

- Napuštanje vozila i obezbeđivanje zaustavljenog ili parkiranog vozila.

Radnje vozilom i postupanje vozača u saobraćaju izvode se na putu:
- U naselju, i to u uslovima slabog, srednjeg i jakog intenziteta saobraćaja;

- Van naselja, i to u uslovima slabog, srednjeg i jakog intenziteta saobraćaja;

- U naselju i van naselja, u noćnim uslovima;

- Na moto i auto putu (ukoliko postoje mogućnosti).

## Vozački ispit
Vozački ispit se sastoji iz dve celine: teorijskog ispita i praktičnog ispita. Kandidat je položio vozački ispit kada položi teorijski ispit i praktični ispit.
O položenom teorijskom ispitu pravno lice, odnosno ogranak, na zahtev kandidata za vozača, izdaje potvrdu najkasnije  u roku od tri dana od dana podnošenja zahteva. Kandidatu za vozača koji je položio vozački ispit pravno lice izdaje uverenje u roku od tri dana od dana podnošenja zahteva.
Teorijski ispit se polaže putem testa čija ispitna pitanja obuhvataju sadržaj programa. Test ima ukupno 41 pitanja, koja nose 1, 2 ili 3 poena. Za prolaz je potrebno 85 poena. Test je zatvorenog tipa (birate tačan ili tačne odgovore od ponuđenih). Ispitna pitanja za teorijski ispit su javna i određuje ih Ministarstvo unutrašnjih poslova. Ispitna pitanja se sačinjavaju na osnovu stručne literature za osposobljavanje kandidata za vozače, za koju je izdato pozitivno mišljenje.
Teorijskom ispitu može pristupiti kandidat za vozača koji je završio propisanu teorijsku obuku za vozača određene kategorije.
Praktični ispit se polaže iz upravljanja vozilom na uređenom poligonu i u saobraćaju na javnom putu i tom prilikom se utvrđuje da li kandidat za vozača ima znanja, veštinu i postupanja u skladu sa odredbama zakona.
Praktičnom ispitu može da pristupi kandidat za vozača:
- Koji je zdravstveno sposoban za vozača određene kategorije
- Ispunjava starosni uslov za sticanje prava upravljanja vozilom odgovarajuće kategorije
- Ima položen teorijski ispit pri čemu od dana polaganja teorijskog ispita ne sme proći više od osamnaest meseci
- Završio je praktičnu obuku odgovarajuće kategorije

Kandidat za vozača nakon završene obuke podnosi prijavu za polaganje teorijskog, odnosno praktičnog ispita.
Ispunjenost uslova za polaganje ispita utvrđuje pravno lice koje obavlja obuku vozača.
Ministarstvo unutrašnjih poslova poništiće teorijski ispit ili praktični ispit ili vozački ispit, ako nisu bili ispunjeni uslovi za izlazak kandidata na ispit i to:
- Teorijski ispit u roku od jedne godine od dana položenog teorijskog ispita
- Praktični ispit, ako nisu bili ispunjeni uslovi iz zakona, u roku od jedne godine od dana položenog praktičnog ispita
- Vozački ispit, ako nisu bili ispunjeni uslovi iz zakona u roku do navršenih godina propisanih za dobijanje vozačke dozvole odgovarajuće kategorije

Vozački ispit organizuje i sprovodi pravno lice.
Vozački ispit se polaže pred ispitnom komisijom koja se sastoji od dva člana, od kojih je jedan ispitivač policijski službenik, a drugi je ispitivač iz pravnog lica.
Kandidat je položio teorijski ispit kada ispitivači utvrde da je postigao propisan broj poena za pozitivnu ocenu.
Kandidat je položio praktični ispit ako oba ispitivača daju pozitivnu ocenu na praktičnom ispitu. Pozitivnu ocenu na praktičnom ispitu ispitivač će dati kandidatu koji prilikom sprovođenja ispitnog zadatka nije ugrozio sebe ni druge učesnike u saobraćaju, nije učinio nijednu grešku propisanu kao nedozvoljenu i nema više od propisanog broja negativnih bodova.
Troškove polaganja vozačkog ispita snosi kandidat za vozača.
Cena polaganja vozačkog ispita se sastoji iz dela koji kandidat plaća pravnom licu i dela koji kandidat plaća Ministarstvu unutrašnjih poslova radi podmirenja troškova učešća ispitivača u ispitnoj komisiji. Vlada određuje najnižu i najvišu cenu za polaganje vozačkog ispita, odnosno delova cene, na predlog ministarstva nadležnog za unutrašnje poslove, a po pribavljenom mišljenju ministarstva nadležnog za trgovinu i usluge.
Pravno lice ne može odrediti nižu ili višu cenu za polaganje vozačkog ispita od zakonom propsiane cene. U ukupnu cenu polaganja vozačkog ispita uključeno je i izdavanje potvrde o položenom teorijskom ispitu i uverenja o položenom vozačkom ispitu.
Kandidat za vozača ne može pristupiti polaganju vozačkog ispita dok ne izmiri obaveze prema Ministarstvu unutrašnjih poslova.

## Spoljašnje veze
- Sve auto škole u Beogradu na jednom mestu